# Pujaut
Pujaut är en kommun i departementet Gard i regionen Occitanien i södra Frankrike. Kommunen ligger i kantonen Villeneuve-lès-Avignon som tillhör arrondissementet Nîmes. År 2022 hade Pujaut 3 911 invånare.

## Befolkningsutveckling
Antalet invånare i kommunen Pujaut
Referens:INSEE